# Brachygalea albolineata
Brachygalea albolineata là một loài bướm đêm thuộc họ Noctuidae. Loài này có ở phần phía tây của the Sahara through the desert areas of the African Địa Trung Hải tới Ả Rập Xê Út, Jordan, Israel, Iraq và miền nam Iran. Nó cũng được tìm thấy ở tây nam Tây Ban Nha.
Con trưởng thành bay từ tháng 1 đến tháng 4. Có một lứa một năm.